# NGC 3410
NGC 3410 é uma galáxia espiral (S) localizada na direcção da constelação de Ursa Major. Possui uma declinação de +51° 00' 23" e uma ascensão recta de 10 horas, 51 minutos e 53,6 segundos.
A galáxia NGC 3410 foi descoberta em 1 de Abril de 1878 por Lawrence Parsons.